# خانه سید فخرالدین شفیعی
خانه آقای سید فخرالدین شفیعی در شهرستان فومن، شهرک ماسوله واقع شده و این اثر در تاریخ ۲۵ اسفند ۱۳۸۰ با شمارهٔ ثبت ۵۳۳۹ به‌عنوان یکی از آثار ملی ایران به ثبت رسیده است.